# BMO哈里斯布拉德利中心

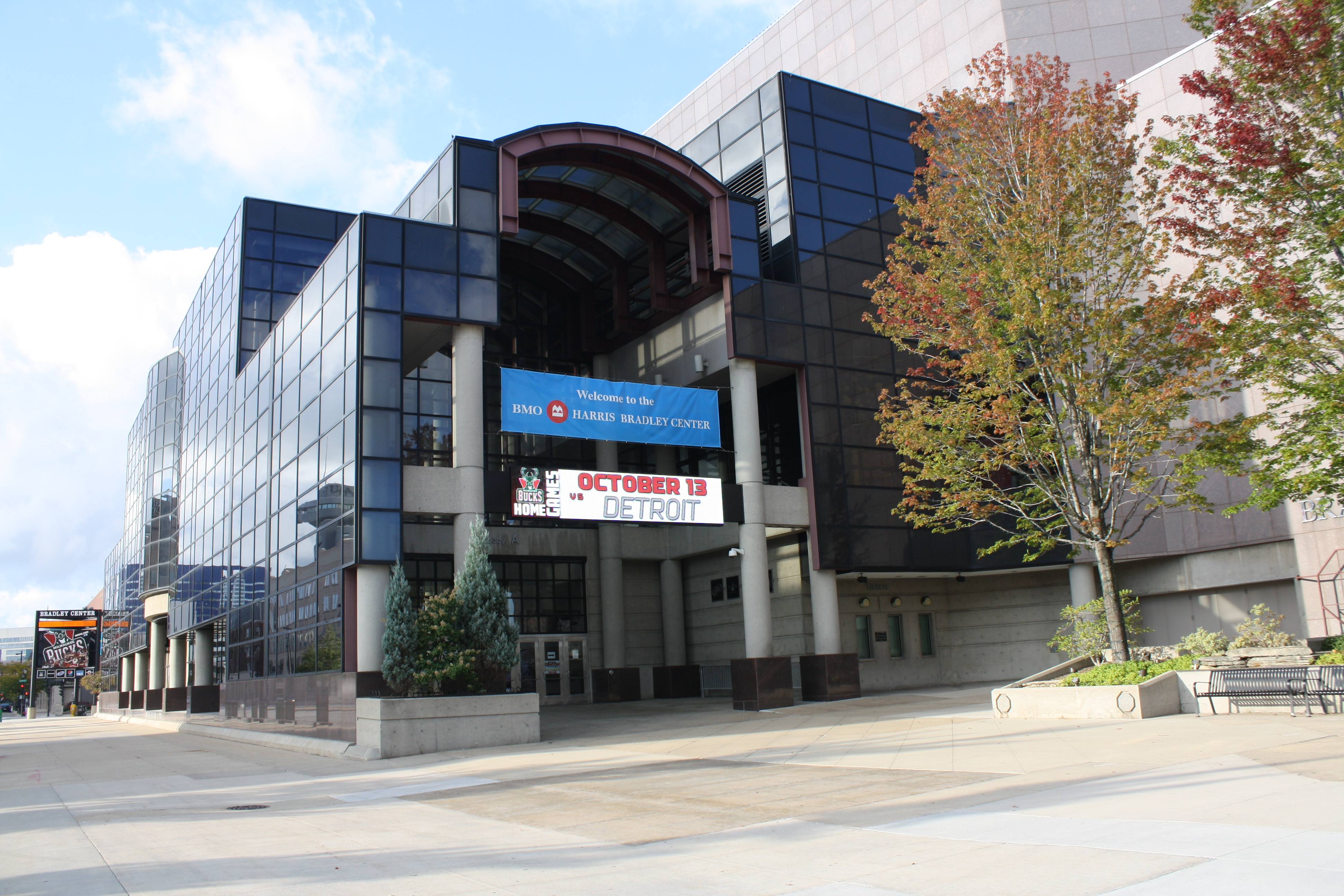
BMO哈里斯布拉德利中心

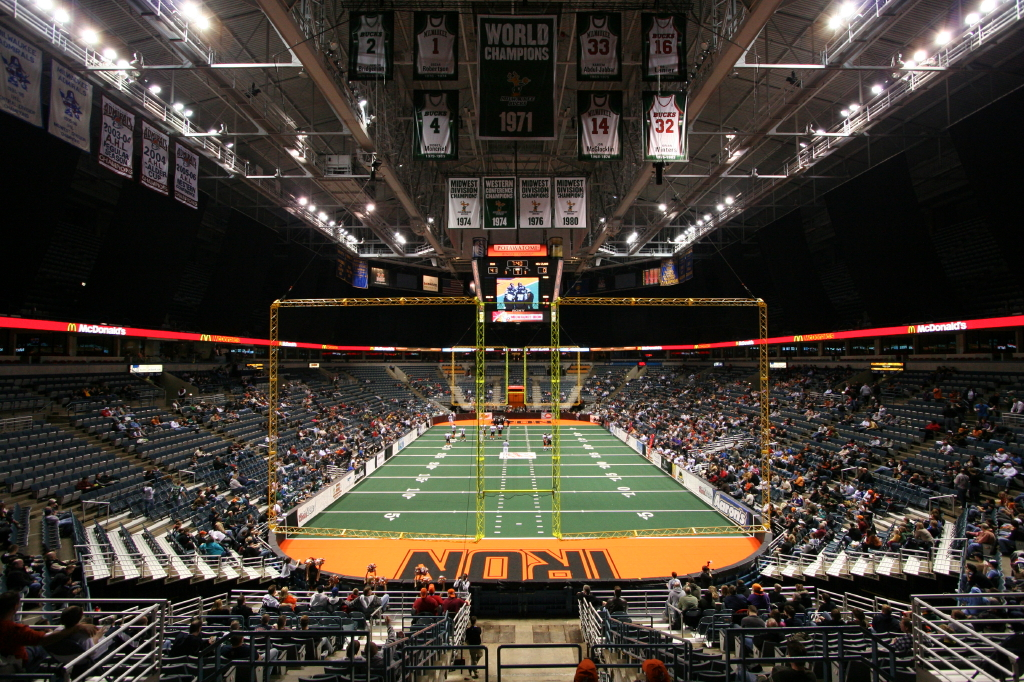
主場館內貌（2009年）

BMO哈里斯布拉德利中心是位於美國威斯康辛州密爾瓦基的室內體育場，曾經是美國國家籃球協會（NBA）密爾瓦基公鹿隊的主場館。球場於1988年啟用，作為NBA比賽場地時可容納18,717名觀眾。除了NBA之外，BMO哈里斯布拉德利中心也是NCAA馬奎特大學與AHL密爾瓦基海軍上將隊的場館。
新的場館第一服務廣場於2018年8月底開幕後，该場館在2019年被拆除。

## 外部連結
- BMOHarrisBradleyCenter.com
- BMO Harris Bradley Center - Bucks.com（页面存档备份，存于）

1. ↑  . FOX6 News Milwaukee. 2019-01-13  [2024-05-14]. （原始内容存档于2024-05-14）.